# RN6 (Mali)
Die RN6 ist eine Fernstraße in Mali, die in Bamako an der Ausfahrt der RN7 beginnt und in Sévaré, in der Nähe der Grenze nach Burkina Faso, endet. Dort geht sie in die RN15 über. Sie ist 612 Kilometer lang.